# George Zorab
George Avetoom Marterus Zorab (Surabaya, 11 januari 1898 – Zoetermeer 4 juli 1990) was een Nederlands parapsycholoog, geboren uit Armeense ouders.
In 1910 verhuisden zijn ouders naar Nijmegen. In 1918 kocht hij een boerderij maar het bedrijf mislukte na vier jaar. Vervolgens kocht hij vrachtboot dat echter ook geen succes bleek te zijn. Van 1928 tot 1934 reisde hij door Europa en schreef voor de Kampioen, het blad van de ANWB.
Vanaf de jaren dertig van de twintigste eeuw hield hij zich met spiritisme bezig en werd lid van de Studievereniging voor Psychical Research (SPR). Hij was naast onder meer Wilhelm Tenhaeff een belangrijk schrijver over parapsychologie. Zorab had echter bezwaren tegen Tenhaeffs onderzoeksmethodes, die hij niet voldoende kritisch vond. Hij stond een sceptische benadering van paranormale verschijnselen voor. Hij verliet daarom de SPR  en richtte de Nederlandse Vereniging voor Parapsychologie op. De Koninklijke Bibliotheek is tegenwoordig in het bezit van de boekenverzameling van Zorab, die zo'n duizend titels omvat.